# تشارلز إتش ديفيس
تشارلز إتش ديفيس (بالإنجليزية: Charles H. Davis)‏ هو محامي وقاضي أمريكي، ولد في 7 يناير 1906، وتوفي في 1976.